# Весна (Рахманінов)
Весна op. 20 для баритона, хору і оркестру — кантата С. В. Рахманінова, скомпонована 1902 року, невдовзі після завершення Другого фортепіанного концерту і приблизно одночасно з одруженням композитора на Наталії Сатіній.
Твір триває близько 17 хвилин, в основі тексту — вірш Миколи Некрасова під назвою «Зелёный Шум» 1863 року. У вірші описується чоловік, якому зрадила жінка, в зимовий час він планує помститися їй, але з настанням весни прощає її.